# Copadichromis mloto
Copadichromis mloto è una specie di pesci della famiglia dei Ciclidi. È endemica del Lago Malawi.